# Benjamin Franklin Mudge
Benjamin Franklin Mudge (1817 - 1879) foi um geólogo, paleontólogo, professor, advogado e químico estadunidense.
As suas descobertas incluem pelo menos 80 novas espécies extintas de plantas e animais.